# Quân đoàn 23 (Đức Quốc xã)
Quân đoàn 23 (XXIII. Armeekorps), là một quân đoàn của Đức Quốc xã được thành lập trong chiến tranh thế giới thứ hai.

## Tư lệnh
Tướng Bộ binh Erich Raschick, tháng 4 năm 1939 – Ngày 26 tháng 10 năm 1939
Tướng Bộ binh Albrecht Schubert, 26 tháng 10 năm 1939 - Ngày 25 tháng 7 năm 1942
Tướng Bộ binh Carl Hilpert, 25 tháng 7 năm 1942 - Ngày 19 tháng 1 năm 1943
Đại tướng (Generaloberst) Johannes Frießner, 19 tháng 1 năm 1943 - Ngày 7 tháng 12 năm 1943
Tướng Thiết giáp Hans Freiherr von Funck, 7 tháng 12 năm 1943 - Ngày 2 tháng 2 năm 1944
Tướng Otto Tiemann, 2 tháng 2 năm 1944 - Ngày 12 tháng 10 năm 1944
Tướng Bộ binh Walter Melzer, 12 tháng 10 năm 1944 - Ngày 8 tháng 5 năm 1945.